# Arbeidernes kommunistparti
Arbeidernes kommunistparti, kendt under initialerne AKP, var et norsk maoistisk parti, der stiftedes i februar 1973. Partiet fusionerede i 2007 med Rød Valgallianse og de to partiers fælles ungdomsorganisation Rød Ungdom til Rødt.
AKP blev ledet efter princippet om demokratisk centralisme.
Partiets medlemsskare talte en lang række personer, der senere fik fremtrædende positioner indenfor norsk samfundsvidenskabelig og humanistisk forskning, kulturliv og politik.

## Partiledere
| Periode   | Navn              |
| --------- | ----------------- |
| 1973–1975 | Sigurd Allern     |
| 1975–1984 | Pål Steigan       |
| 1984–1988 | Kjersti Ericsson  |
| 1988–1992 | Siri Jensen       |
| 1992–1997 | Solveig Aamdal    |
| 1997–2006 | Jorun Gulbrandsen |
| 2006–2007 | Ingrid Baltzersen |